# Wonorejo (Kalijambe)
Wonorejo is een bestuurslaag in het regentschap Sragen van de provincie Midden-Java, Indonesië. Wonorejo telt 3749 inwoners (volkstelling 2010).